# Ким Чон Джу
Ким Чон Чжу (кор. 김정주; 11 ноября 1981) — южнокорейский боксёр-любитель, призёр Олимпийских игр 2004 и 2008 годов, чемпион Азиатских игр 2002 года.